# Оджаци
Оджаци (серб. Оџаци) — город в Сербии, Западно-Бачского округа, автономного края Воеводина. Административный центр одноименной общины.
Находится на западе Воеводины примерно в 151 км от Белграда. Город окружён многочисленными мелкими озёрами. В этом регионе хорошо развиты охота и рыбалка.
Через Оджаци проходит Трансевропейский велотрек «Евро Вело 6».
Население города на 31.12.2011 года составляло 8 795 человек, из которых около 83 % сербы, 3 % — венгры, югославы — 1,5 %.

## История
Первое письменное упоминание встречается в документе 1522 года. Первое поселение на этой территории, было основано турками в XVI веке, в XVIII веке город был заселен сербами. Название этого города на сербском означает «трубы». На турецком это слово обозначает военное подразделение.
В XVII веке население было выселено в связи с чередой войн между Австрийской и Османской империями.
Промышленность представлена продовольственными и текстильными предприятиями.

## Спорт
В Оджаци создан футбольный клуб «Текстилац».

## Известные уроженцы
- Михайлович, Боян (род. 1980) — сербский боец смешанного стиля.
- Немет, Ласло (род. 1956) — католический епископ, возглавляющий епархию Зренянина (Воеводина, Сербия) с 2008 года.
- Путник, Радомир (род. 1946) — сербский драматург, писатель, поэт, сценарист, театральный и литературный критик. Профессор драматургии Белградской киношколы.
- Трайкович, Бранислав (род. 1989) — сербский футболист.

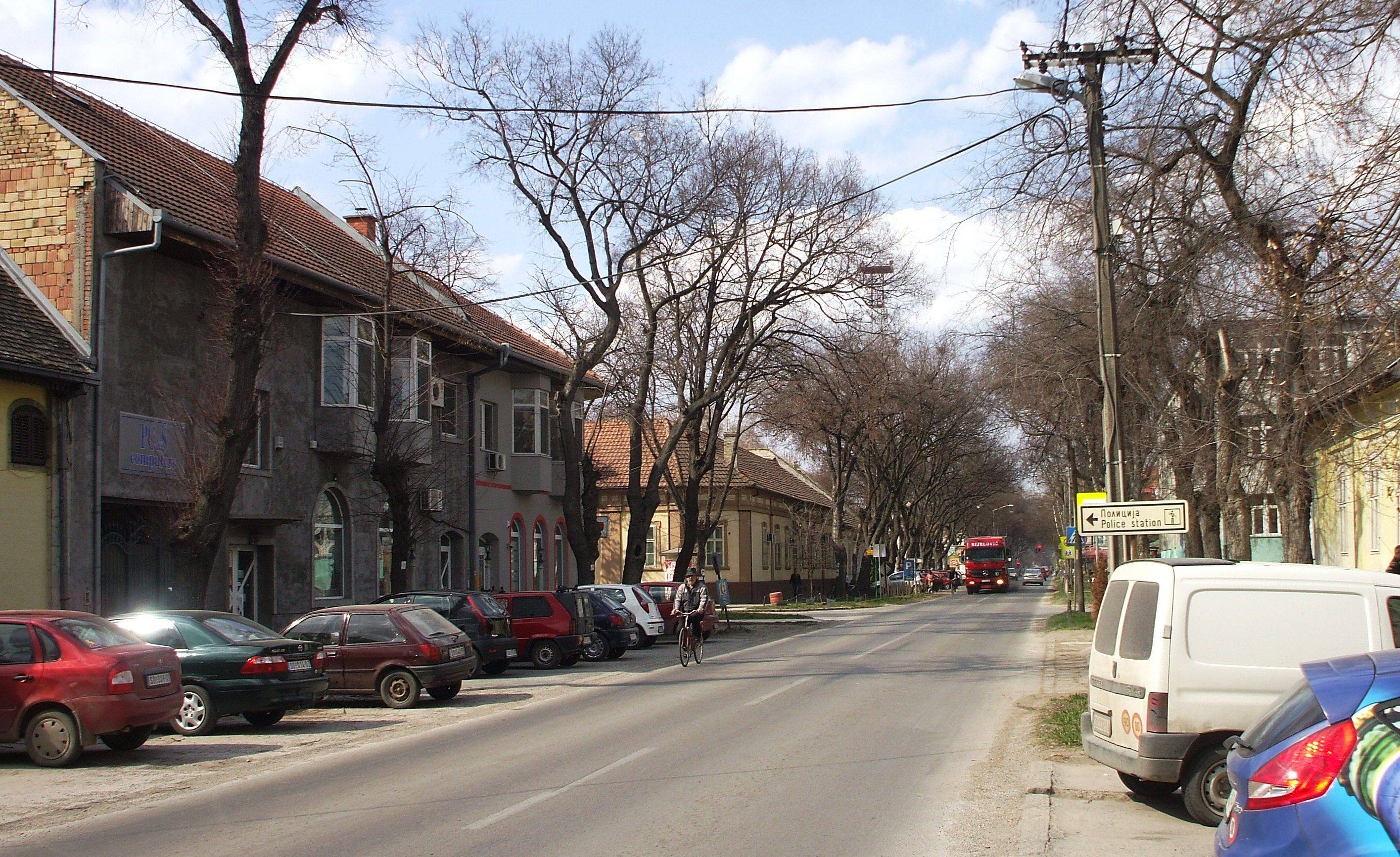
Главная улица Оджаци
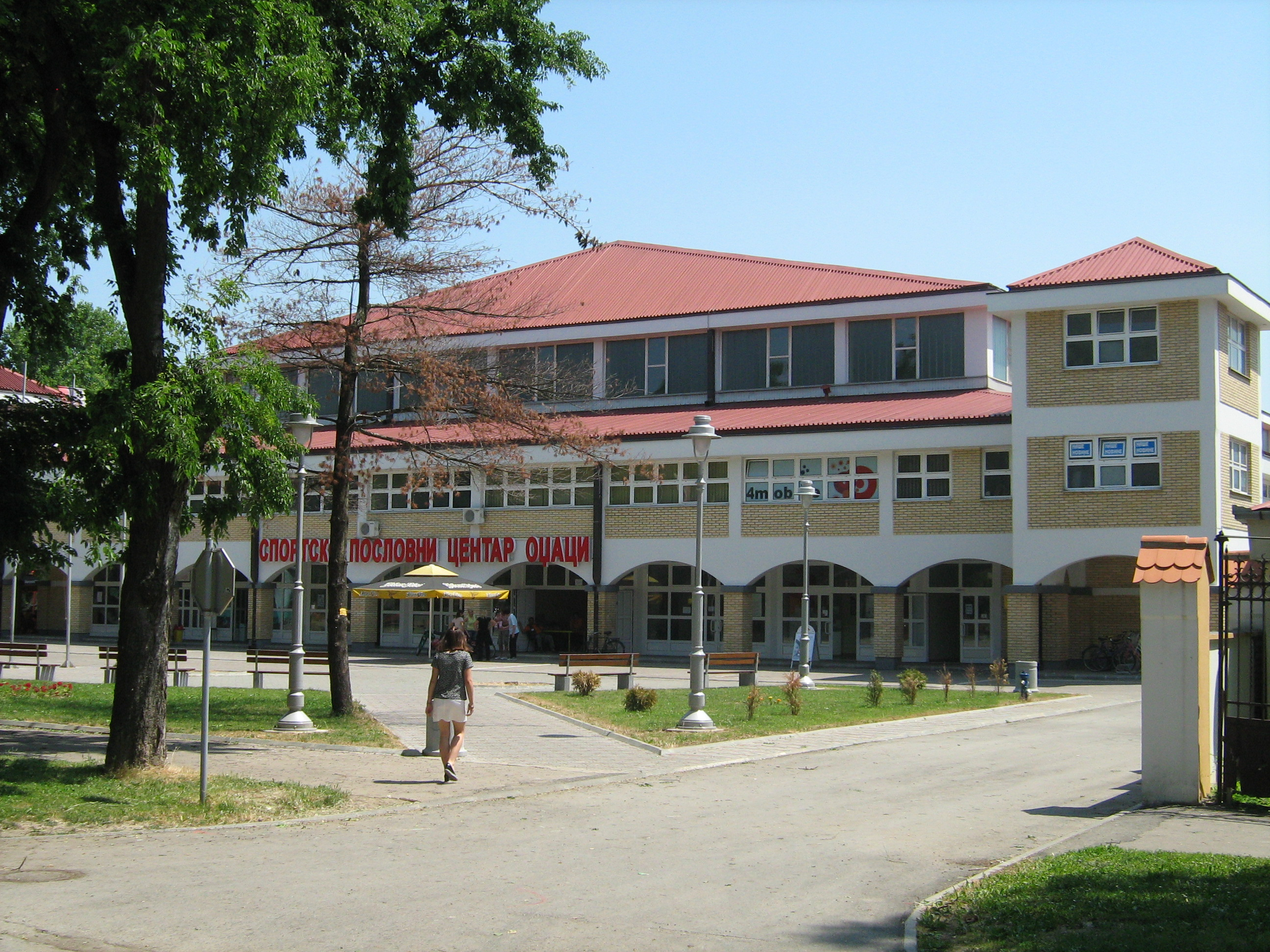
Спортивный центр
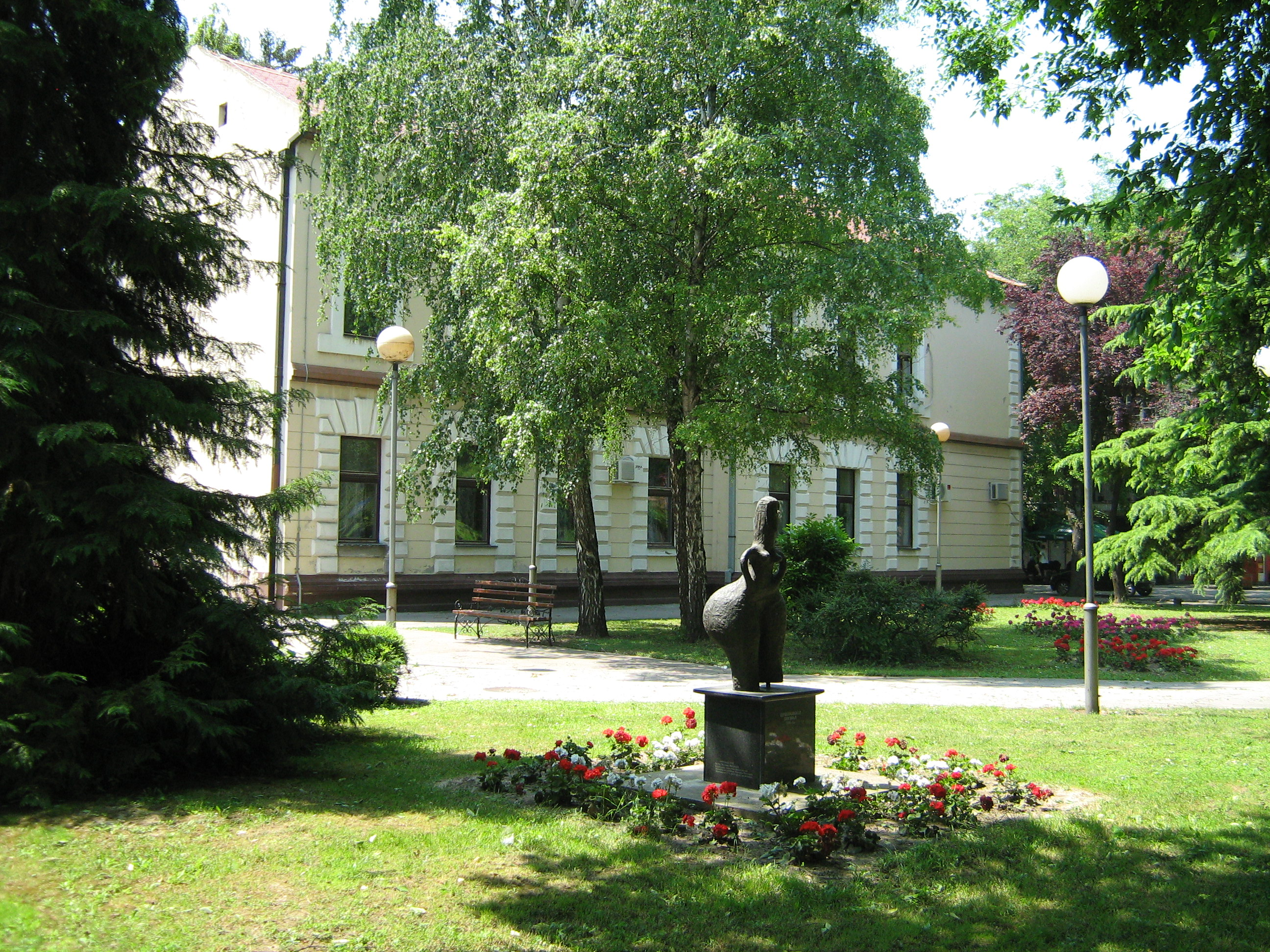
«Красная богиня» Оджаци
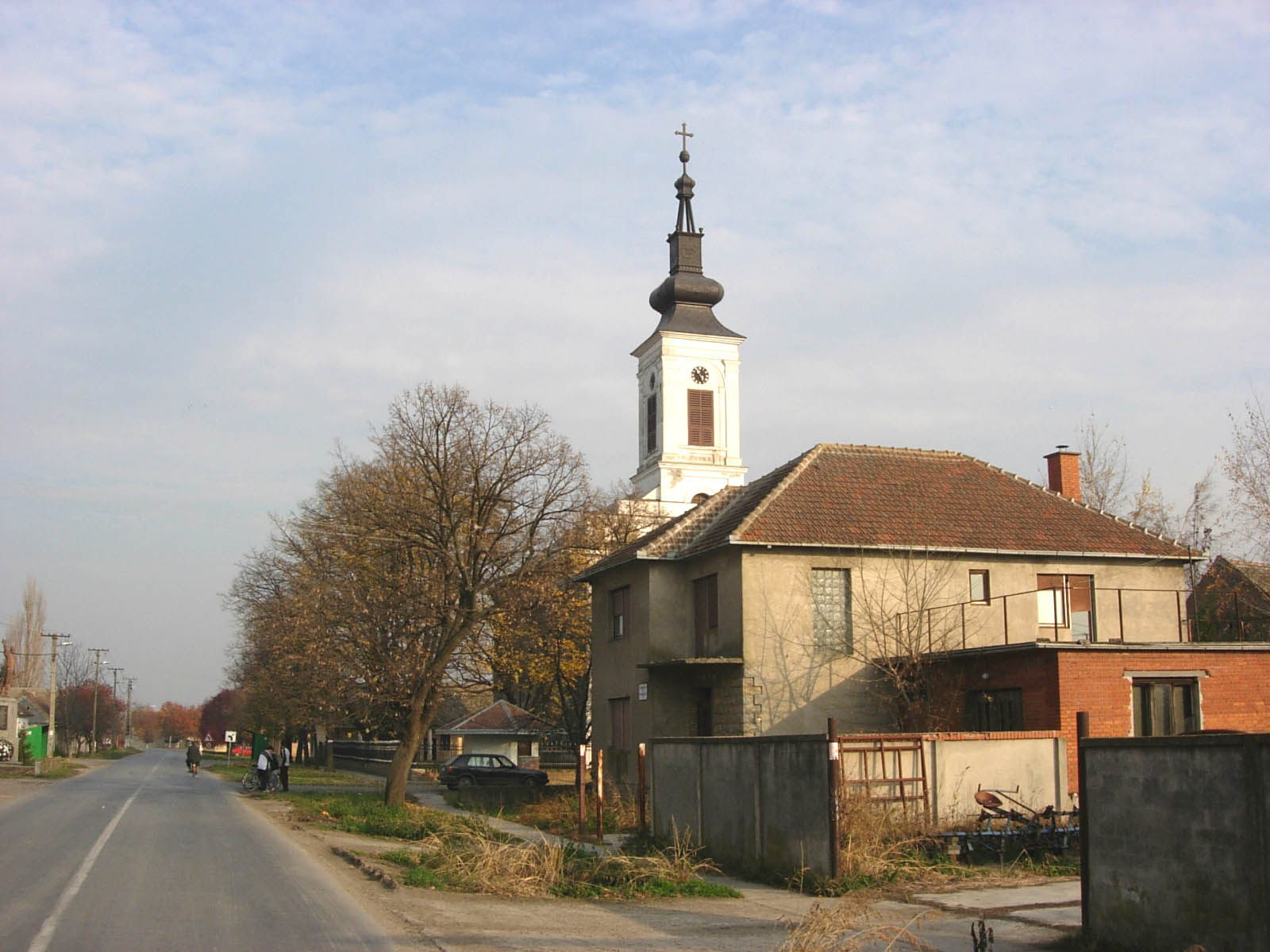
Православная церковь